# Shady Grove (hrabstwo Cherokee)
Shady Grove – jednostka osadnicza w Stanach Zjednoczonych, w stanie Oklahoma, w hrabstwie Cherokee.